# Neobarya usneae
Neobarya usneae är en svampart som beskrevs av Etayo 2002. Neobarya usneae ingår i släktet Neobarya och familjen Clavicipitaceae.   Inga underarter finns listade i Catalogue of Life.